# Pfarrkirche Radweg

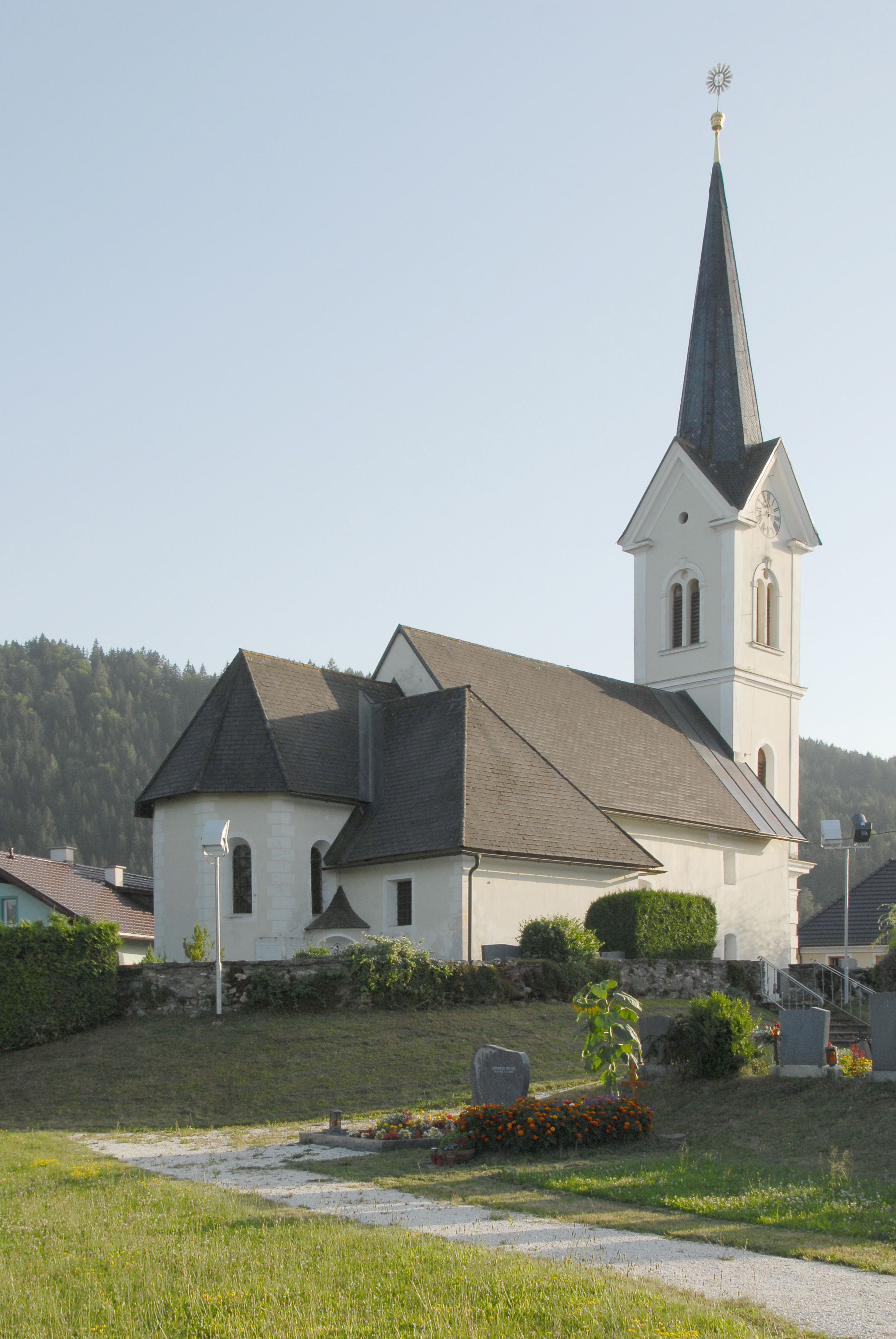
Gebäudeansicht

Die Pfarrkirche Radweg in der Gemeinde Feldkirchen in Kärnten ist der heiligen Radegund geweiht. Die Kirche in Radweg wurde erstmals 1136 als Filialkirche von Tigring erwähnt. Spätestens 1251 war Radweg eine eigenständige Pfarre. Bis 1390 stand die Kirche unter dem Patrozinium des heiligen Vinzenz.

## Baubeschreibung
Die ehemalige Chorturmkirche besitzt im Langhaus und im westlichen Chorjoch Mauern aus der ersten Hälfte des 12. Jahrhunderts. 1897 wurde das Langhaus nach Westen verlängert, der Turm aus der zweiten Hälfte des 14. Jahrhunderts abgebrochen und durch einen Neubau mit Biforienschallöffnungen und Spitzgiebelhelm ersetzt. Der eingezogene Chor und die nordseitige Sakristei wurden um 1500 errichtet. An der Südseite des Chores ist noch ein vermauertes romanisches Fenster vorhanden.
Im flachgedeckten Langhaus steht eine hölzerne Empore auf zwei Stützen. An der Nordseite besitzt das Langhaus korbbogige, an der Südseite rundbogige Fenster. Der rundbogige Triumphbogen mit Kämpferplatten ist gegen das Langhaus zu gefast. Dem romanischen Gewölbe im westlichen Chorjoch wurden die Rippen herausgeschlagen. Über dem  östlichen Chorjoch und dem Dreiachtelschluss erhebt sich spätgotisches Gewölbe mit gratigen Stichkappen. Ein segmentbogiges Portal führt in die kreuzgratgewölbte Sakristei. 

## Wandmalereien
Franziskus Haferl bemalte 1838 die Langhausdecke mit dem Pfingstfest und den Medaillons der vier Evangelisten. 1946 deckte man am Triumphbogen um 1430 gemalte Fragmente eines Jüngsten Gerichts und einer Kreuzigung auf. 1983 entdeckte man ein Fragment eines Dreikönigszuges. Das Sakramentsgehäuse wurde im 15. Jahrhundert in Al-Secco-Technik bemalt.

## Einrichtung
Der Hochaltar wurde im 19. Jahrhundert unter Verwendung von Schmuckelementen des frühen 18. Jahrhunderts gefertigt. Er trägt ein Bild der heiligen Radegund aus dem 20. Jahrhundert sowie Heiligenfiguren des 19. Jahrhunderts. Die beiden Seitenaltäre aus dem späten 18. Jahrhundert zeigen an den Altarblättern links die Heiligen Apollonia und Oswald und rechts die heilige Lucia. 
Zur weiteren Einrichtung der Kirche zählen um 1520 entstandene Figuren der Heiligen Radegundis, Lucia und Apollonia aus der Baierberger Werkstatt, eine heilige Radegundis (17. Jh.), ein heiliger Sebastian (18. Jh.), ein Ölbild der Geburt Christi (19. Jh.) sowie ein Vortragekreuz aus der ersten Hälfte des 18. Jahrhunderts.